# Amédée Emmanuel Forget
Amédée Emmanuel Forget, personnalité politique fransaskoise, fut Lieutenant-gouverneur le la province de la Saskatchewan de 1905 à 1910.